# Walcott (Iowa)
Walcott ist eine Kleinstadt im Übergangsbereich des Scott County zum Muscatine County im Bundesstaat Iowa. Das U.S. Census Bureau hat bei der Volkszählung 2020 eine Einwohnerzahl von 1.551 ermittelt.
Der Mississippi River fließt rund 17 km südlich des Stadtgebiets, vor Ort abweichend von seiner Hauptrichtung von Ost nach West.
Walcott zählt zur Metropolregion der sogenannten Quad Cities in Iowa und Illinois.

## Geschichte
Der Ort wurde im Jahr 1854 gegründet und ist nach William Walcott, einem Direktor der Chicago, Rock Island and Pacific Railroad benannt, der mit einer Spende von 500 USD maßgeblich zum Bau der ersten Schule in Walcott beitrug.
Niedrige Grundstückspreise ermöglichten 1857 zahlreichen deutschen, schottischen und irischen Einwanderern die Ansiedlung. Während die meist im Eisenbahnbau beschäftigten Siedler schottisch-irischer Herkunft um 1871 weiter westwärts zogen, verblieben die vorwiegend aus Schleswig-Holstein, aber auch aus Ost- und Süddeutschland stammenden Siedler am Ort, sodass um 1910 ca. 90 % des landwirtschaftlich genutzten Bodens im Scott County (Iowa) den Nachkommen deutscher Einwanderer gehörte. Auch aus diesem Umstand ist in Walcott der Sitz der sogenannten American/Schleswig-Holstein Heritage Society beheimatet.
Das Gemeindegebiet der City of Walcott wurde 1973 um weitere Grundstücke in Richtung Norden erweitert. Diese befinden sich an der Anschlussstelle der Interstate 80 und bestehen heute unter anderem aus dem Komplex des „Iowa 80“ Truckstops.

## Geografie
- Geografische Lage: 41°35'25" nördl. Breite, 90°46'23" westl. Länge
- Fläche: 7,7 km²

## Demografische Angaben
- Einwohner: 1528 (Volkszählung 2000)
- Bevölkerungsdichte: 199,3 Einwohner je km²

## Internationale Gemeindepartnerschaften
Seit 1997 ist Walcott Partnergemeinde von Bredenbek im Kreis Rendsburg-Eckernförde in Schleswig-Holstein.